# نازعة اليود
إنزيم نازع اليود أو نازعة اليود(بالإنجليزية: Deiodinase)‏)ويسمى أيضا بيروكسيديز يوديد أو نازعة يود اليودوتيروزين. وهو الانزيم الذي يشارك في تفعيل أو تعطيل هرمونات الغدة الدرقية .

## الأنواع
| العائلة                 | المجموعة الصناعية | الجينات           |
| ----------------------- | ----------------- | ----------------- |
| نازعة يود اليودوتيروزين | عنصر السيلينيوم   | DIO1، DIO2 ، DIO3 |
| نازعة يود الثيرونين     | الفلافين صبغ أصفر | IYD               |

## طريقة العمل
بشكل عام، T 4 ( هرمون الغدة الدرقية يتم تحويله) إلى T 3 ( ثلاثي يود الثيرونين ) أو RT 3 ( ثلاثي يود الثيرونين العكسي ) بواسطة انزيم نازعة يود الثيرونين في الخلايا المستهدفة.

## وصلات خارجية
http://www.jci.org/articles/view/29812
http://www.medscape.com/viewarticle/722086_8
http://nahypothyroidism.org/deiodinases/
- Deiodinase في المكتبة الوطنية الأمريكية للطب نظام فهرسة المواضيع الطبية (MeSH).